# Mariano Barbasán
Mariano Barbasán Lagueruela (n. 3 februarie 1864, Zaragoza, Aragon, Spania – d. 22 iulie 1924, Zaragoza, Aragon, Spania) a fost un pictor spaniol de peisaje și de scene din viața rurală. A pictat într-un stil realist, fiind influențat într-o anumită măsură de impresionism și de opera artistică a lui Marià Fortuny. Picturile sale sunt remarcate prin colorit și luminozitate.

## Biografie
S-a născut la Zaragoza. A urmat studii în perioada 1880-1887 la Academia Regală de Arte Frumoase „San Carlos” din Valencia, unde s-a împrietenit cu Joaquín Sorolla și Salvador Abril, care studiau și ei la aceeași academie. După absolvire s-a mutat la Madrid și a început să picteze tablouri cu subiecte istorice desfășurate în general în zona orașului Toledo, pe care l-a vizitat frecvent. A pictat, de asemenea, câteva tablouri cu scene extrase din literatură și a prezentat o versiune proprie a Nopții Valpurgiei a lui Faust la Expoziția Națională de Arte Frumoase din 1887.
În 1889, grație picturii sale Iosif interpretând visul paharnicului în palatul faraonului, a primit o bursă de la Diputación Provincial de Zaragoza pentru a-și continua studiile la Academia de España en Roma (Academia Spaniolă din Roma). Deși a realizat inițial unele lucrări cu caracter istoric (Regele Petru al III-lea al Aragonului în Coll de Panissars), pe care le-a trimise către Diputación Provincial de Zaragoza în 1891, a pictat în principal peisaje și scene din viața rurală.
În cele din urmă s-a hotărât să rămână la Roma și a deschis acolo un studio propriu de pictură; a efectuat excursii ocazionale la Subiaco și Anticoli Corrado pentru a picta în aer liber. A avut expoziții frecvente în Germania (Berlin, München), Austria (Viena) și Anglia, dar nu și în Spania, fiind prin urmare mai puțin cunoscut în țara sa natală. În 1912 a locuit la Montevideo pentru o scurtă perioadă în timp ce supraveghea două expoziții acolo.
A rămas la Roma până în 1921, când sănătatea sa a început să se înrăutățească. S-a întors în Spania, unde a obținut un post de profesor la Academia de Arte Frumoase „San Luis” din Zaragoza, care devenise recent vacant din cauza morții lui Francisco Pradilla. Abia în 1923, la doi ani după întoarcerea sa, a organizat prima sa expoziție retrospectivă la Centro Mercantil din Zaragoza. A murit la Zaragoza, la vârsta de 60 de ani.
În anul 1925, după moartea sa, fiul său, Mariano Barbasán Lucaferri, a organizat o nouă expoziție retrospectivă la Muzeul de Artă Modernă din Madrid care a contribuit la consacrarea sa definitivă ca o figură cheie a picturii aragoneze de la sfârșitul secolului al XIX-lea și începutul secolului al XX-lea.

## Picturi (selecție)

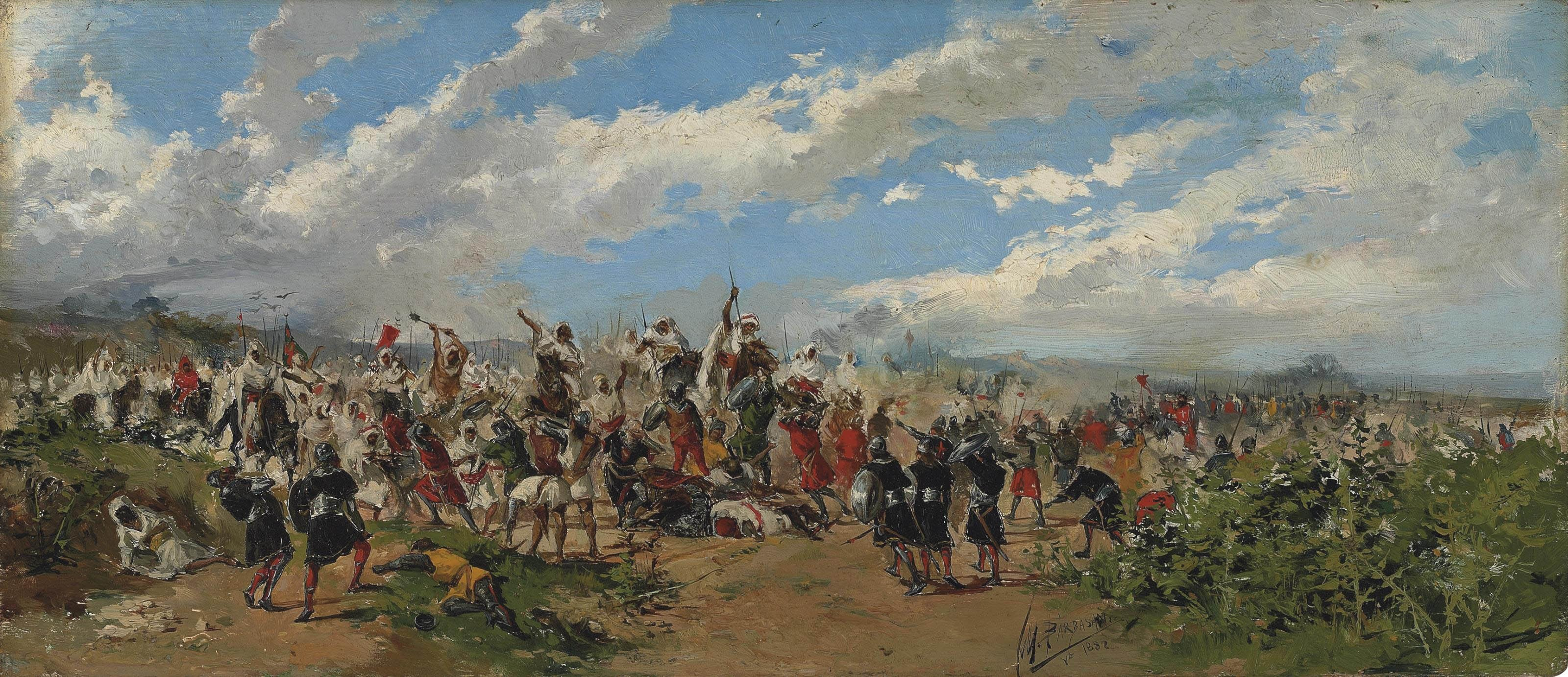
Bătălia de la Guadalete (1882)
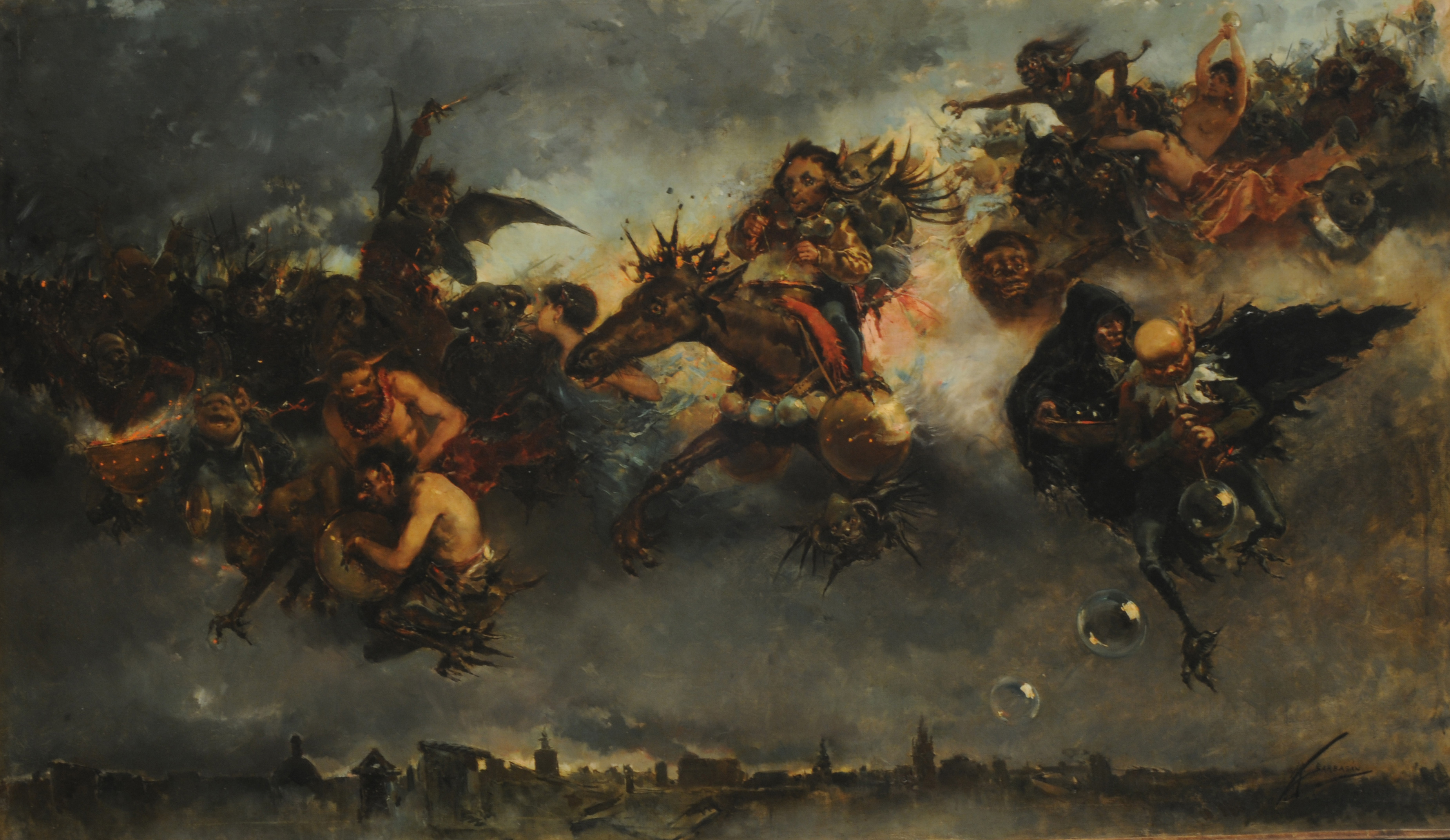
Noaptea Valpurgiei (1887)
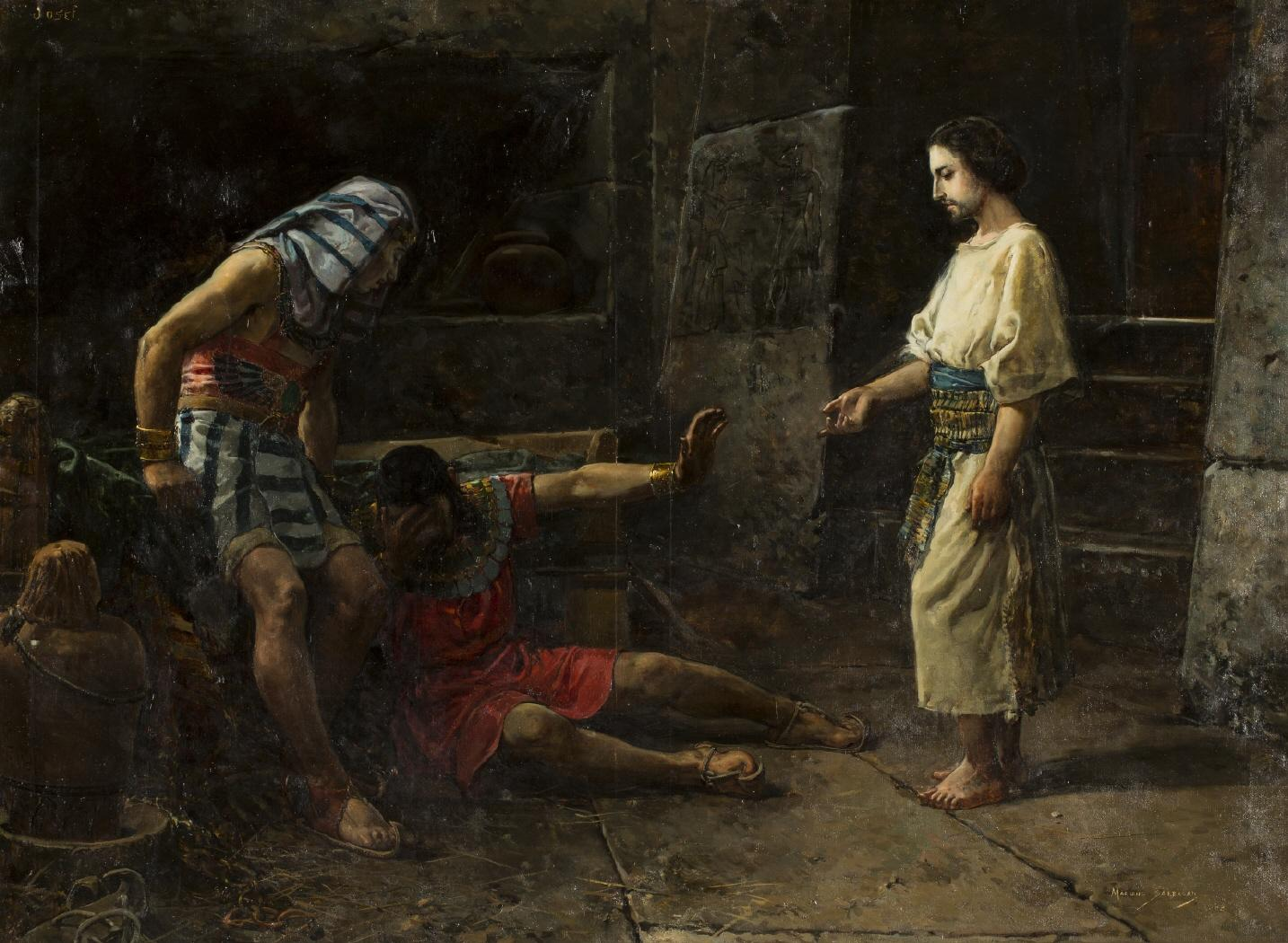
Iosif interpretând visul paharnicului (1888)
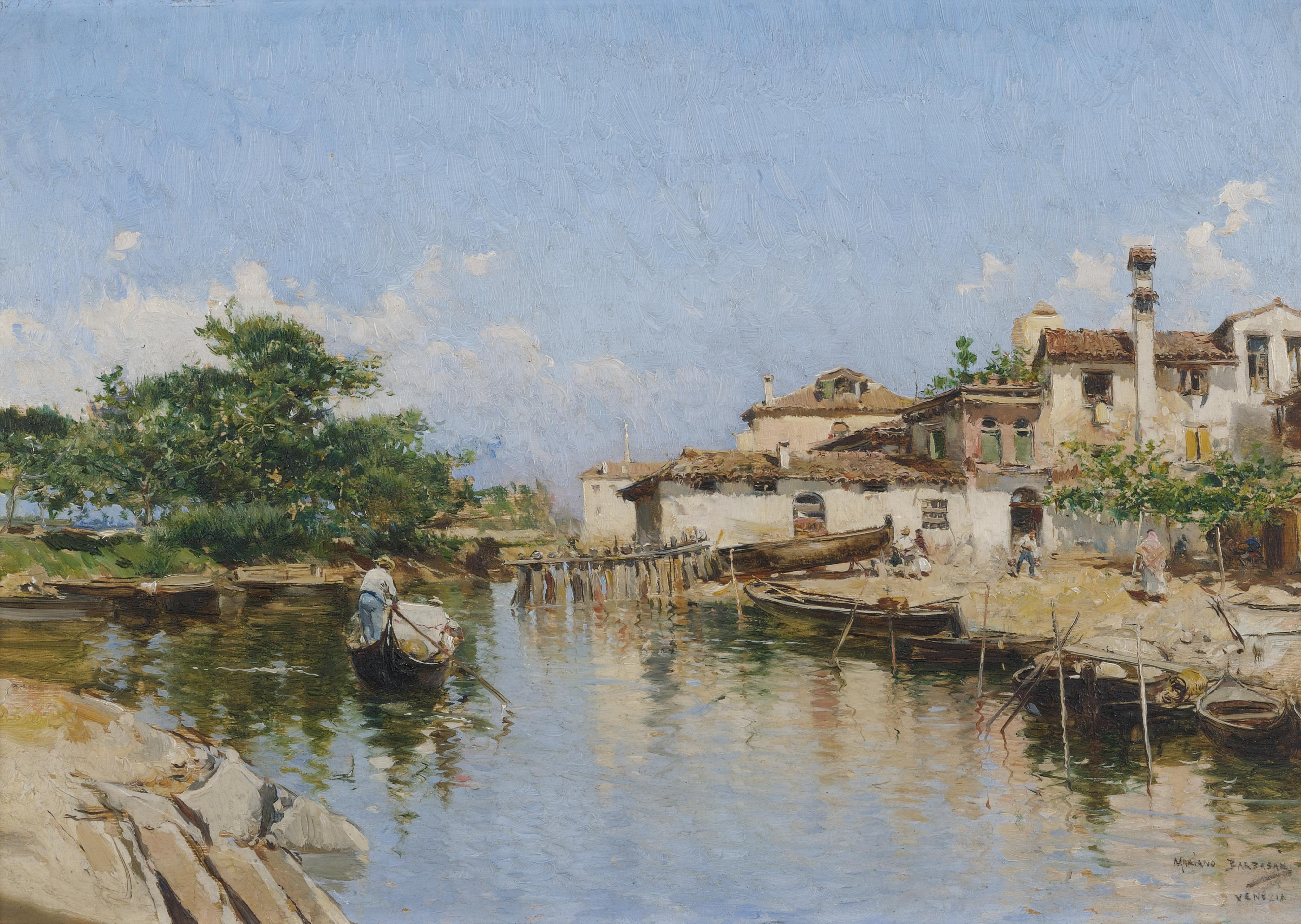
Veneția (1889)
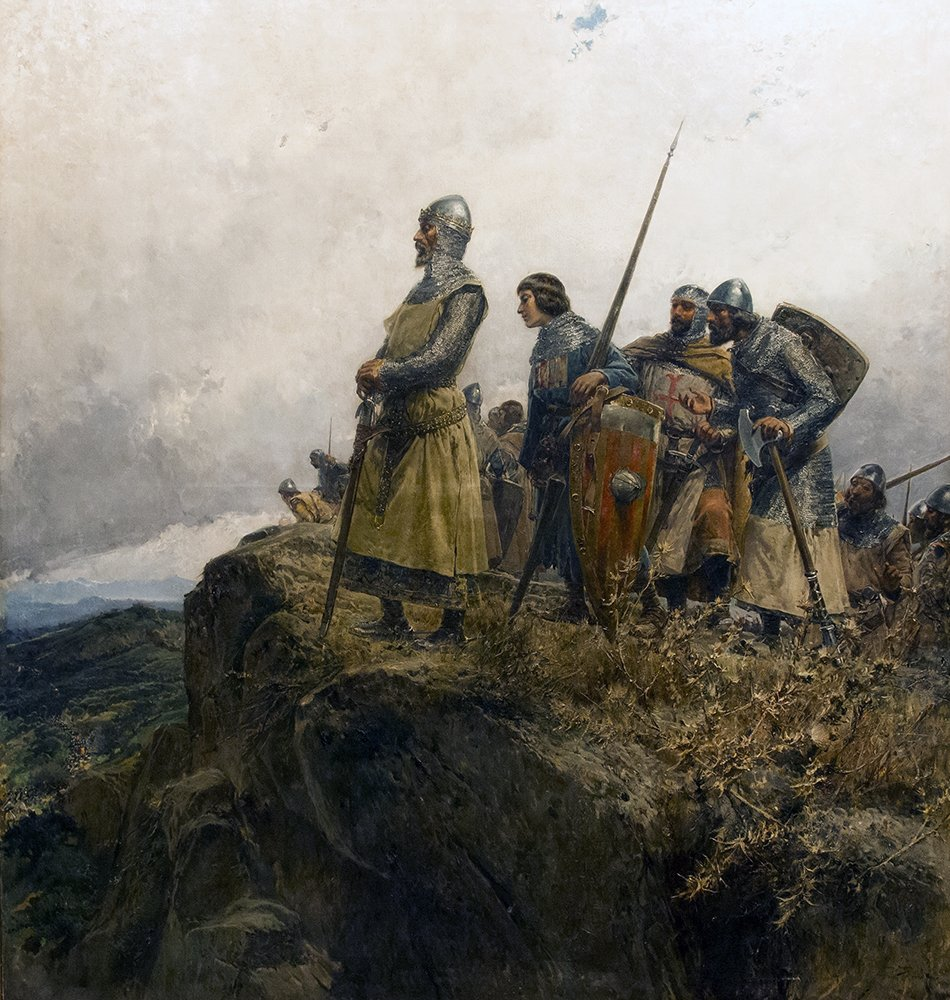
Petru al III-lea cel Mare în Coll de Panissars (1891)
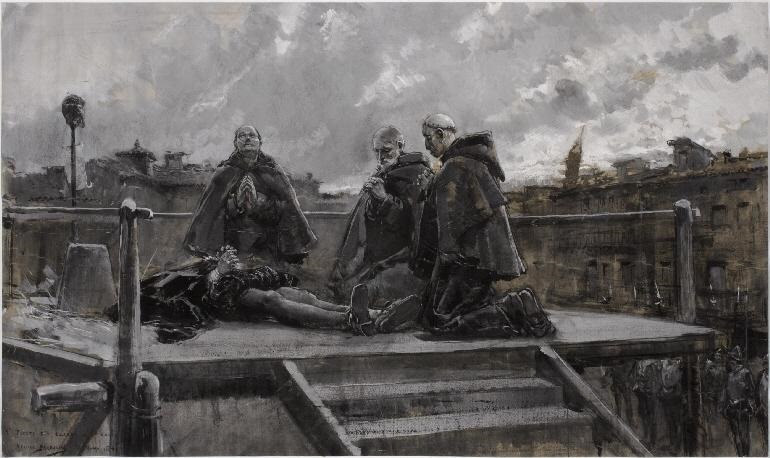
Execuția lui Juan de Lanuza (1891)
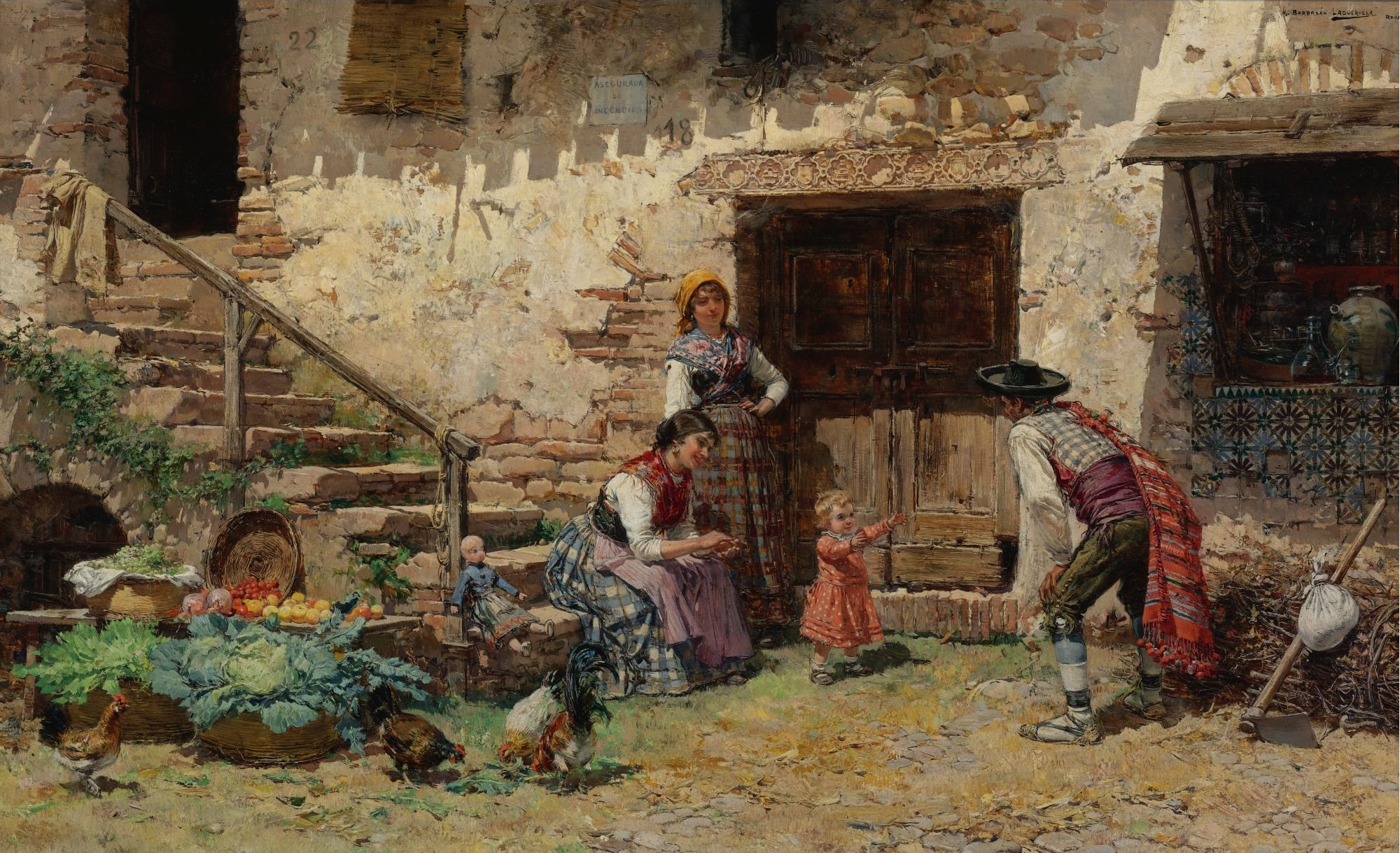
Vino la tata (1897)
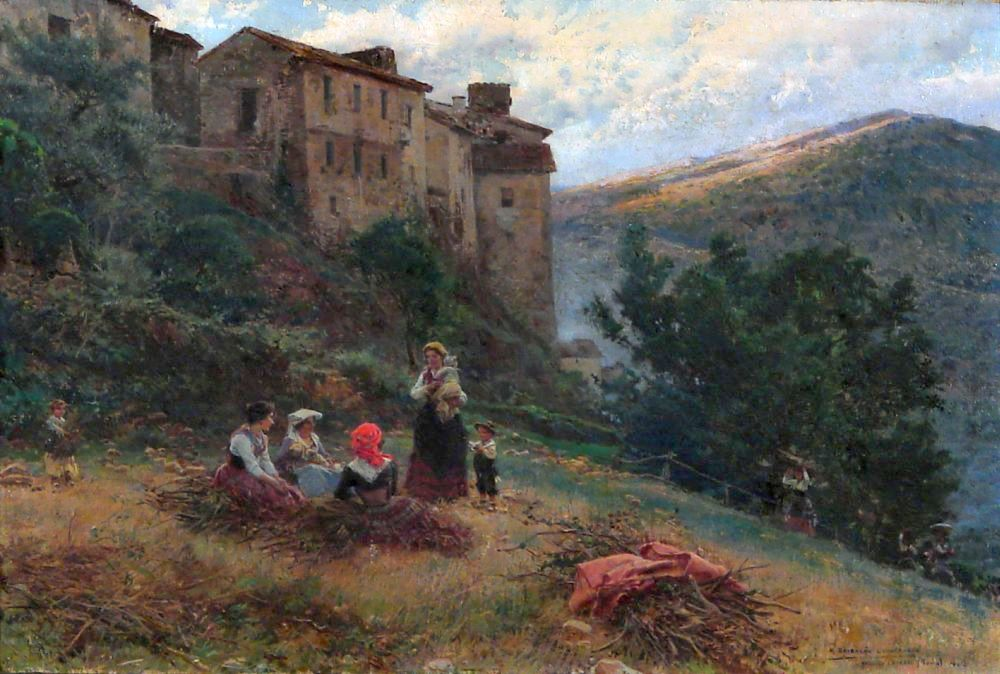
Peisaj rural din apropiere de Anticoli Corrado (1903)
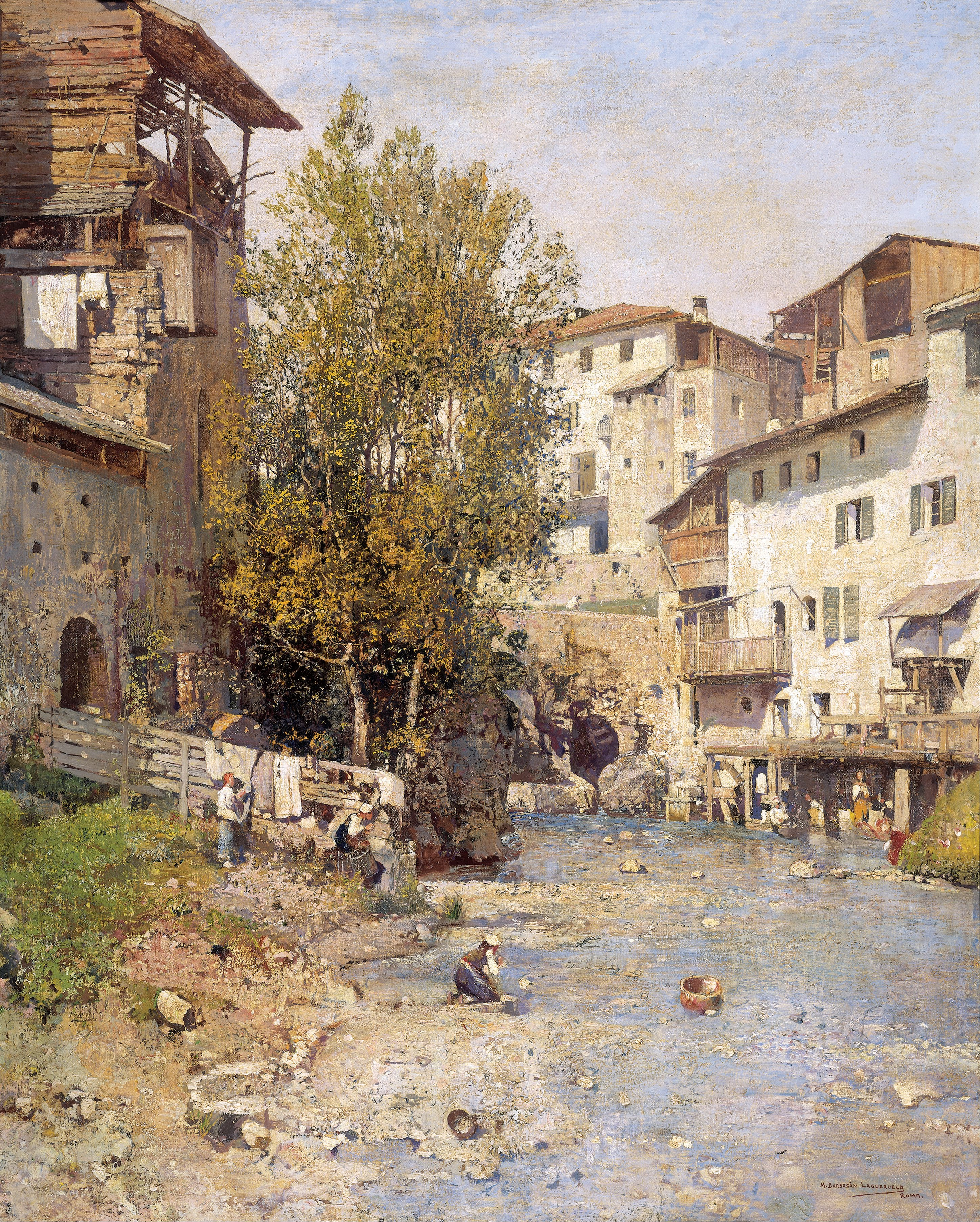
Peisaj dintr-un sat de la marginea Romei (1905)
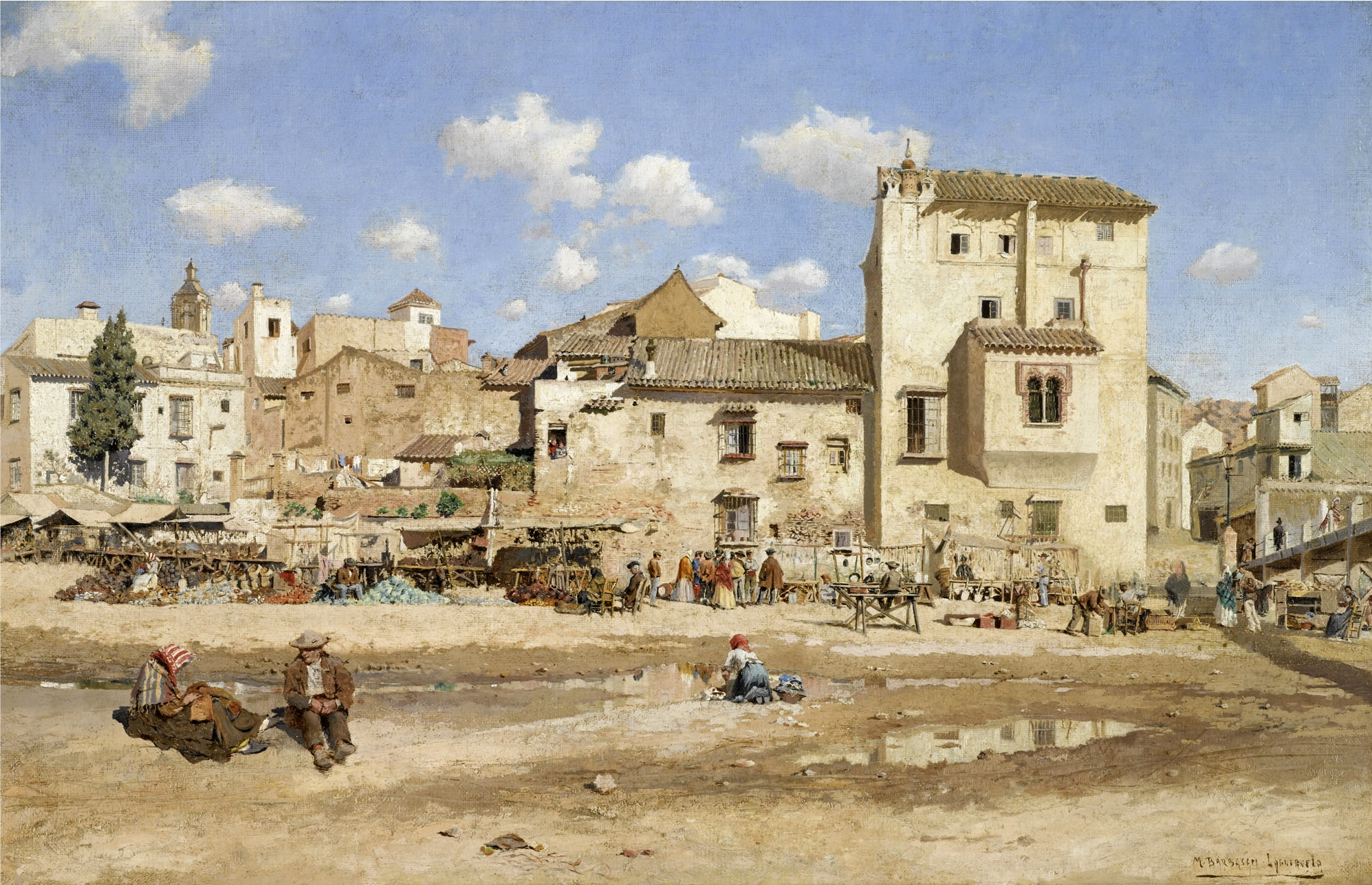
Stradă dintr-un sat (1909)
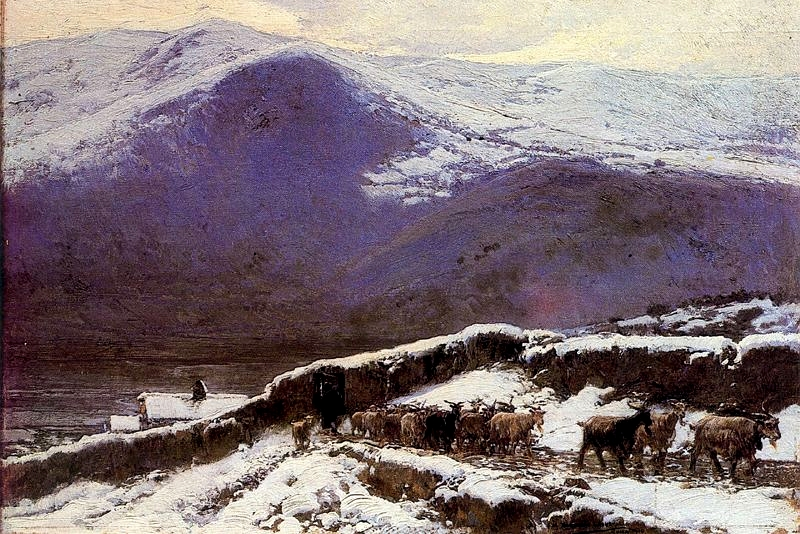
Turmă iarna (1910)
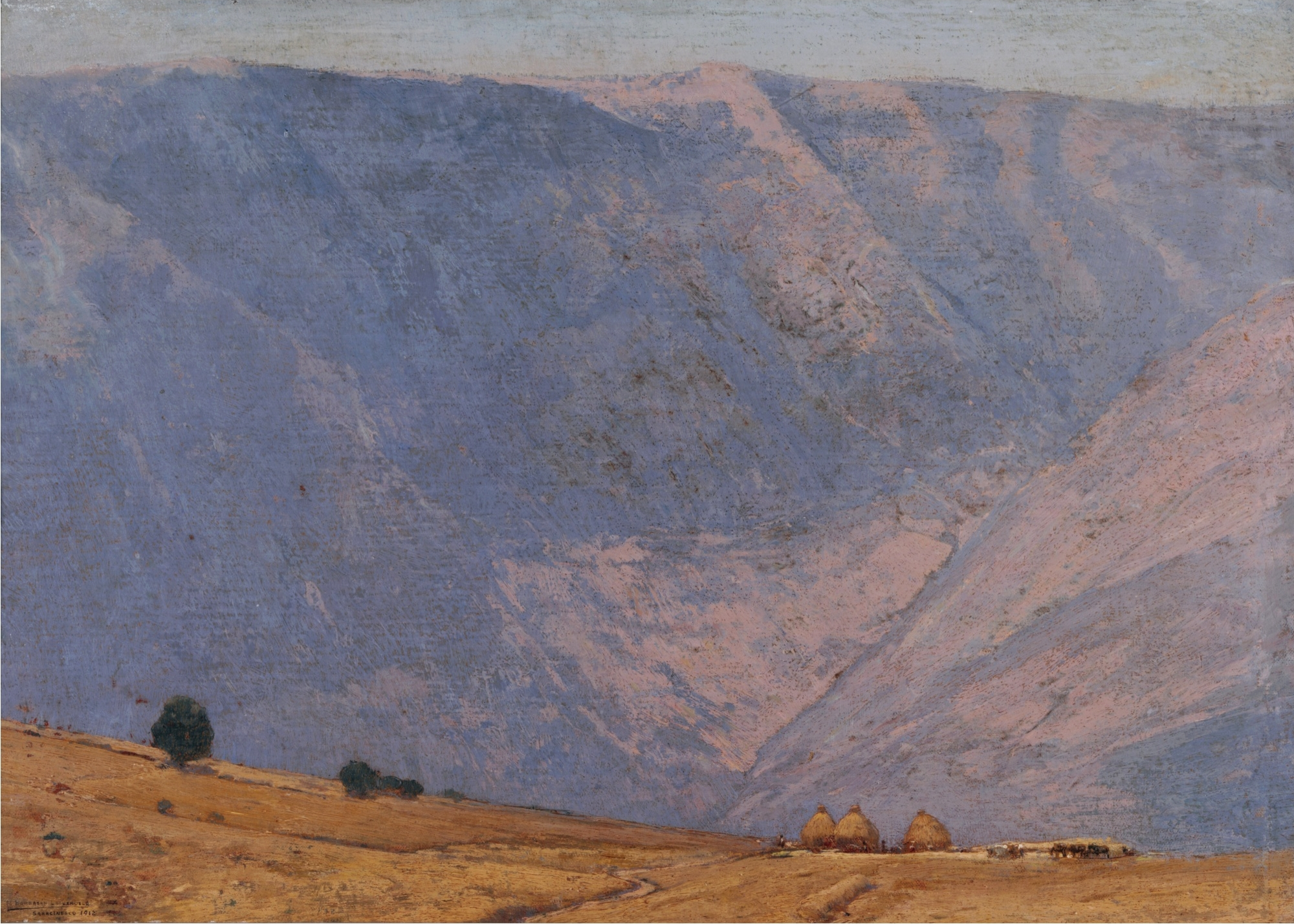
Peisaj (1912)